# Dead Kennedys
Dead Kennedys je americká punk rocková skupina, která vznikla v San Franciscu v Kalifornii v roce 1978. Kapela byla jednou z určujících punkových kapel během svého prvního osmiletého působení.
Původně byla složená ze sólového kytaristy East Bay Raye, baskytaristy Klause Flouridea, zpěváka Jella Biafry, bubeníka Teda a rytmického kytaristy 6025 - ten odešel v roce 1979. Ted odešel následující rok poté, co kapela nahrála své první a uznávané album Fresh Fruit for Rotting Vegetables (1980). Nejdéle sloužícím bubeníkem kapely byl D. H. Peligro, který Teda nahradil v roce 1981 a zůstal v ní až do své smrti v roce 2022. Dead Kennedys nahráli EP In In God We Trust, Inc. (1981), po kterém následovala další tři studiová alba, Plastic Surgery Disasters (1982), Frankenchrist (1985) a Bedtime for Democracy (1986), které bylo nahráno a vydáno krátce po oznámení jejich rozpadu v lednu 1986. Většina nahrávek kapely byla vydána u Alternative Tentacles, nezávislé nahrávací společnosti založené Biafrou a East Bay Rayem.
Po rozpuštění Dead Kennedys Biafra pokračoval v činnosti Alternative Tentacles a pokračoval ve spolupráci a nahrávání s dalšími umělci, včetně D.O.A., Nomeansno a svých vlastních kapel Lard a Guantanamo School of Medicine, a také vydal několik vystoupení s mluveným slovem. V roce 2000 (odvolání potvrzeno v roce 2003) Biafra prohrál ostře sledovaný soudní spor zahájený jeho bývalými kolegy z Dead Kennedys ohledně autorských práv a nezaplacených tantiém. V roce 2001 kapela znovu obnovila činnost bez Biafry; od té doby se u mikrofonu vystřídali různí zpěváci. Ačkoli Dead Kennedys v průběhu let pokračovali ve vystupování, od alba Bedtime for Democracy žádná další studiová alba nevydali.
Texty písní Dead Kennedys měly obvykle politický charakter a satirizovaly politické osobnosti a autority obecně, stejně jako populární kulturu a dokonce i samotné punkové hnutí. Během své počáteční existence v letech 1978 až 1986 vyvolali značnou kontroverzi kvůli svým provokativním textům a umělecké tvorbě. Několik obchodů odmítlo prodávat jejich nahrávky, což vyvolalo debatu o cenzuře v rockové hudbě; v polovině 80. let se zpěvák a hlavní textař Jello Biafra stal aktivistou proti organizaci Parents Music Resource Center (PMRC). To vyvrcholilo soudním procesem za obscénnost v letech 1985 až 1986, který vyústil v nerozhodnou porotu a také urychlil zánik kapely. Pojetí punku této skupiny názorově ovlivnilo punkové a hardcore hnutí. .

## Členové
| Současní členové - East Bay Ray (Raymond Pepperell) – kytara (1978–1986, 2001–dosud) - Klaus Flouride (Geoffrey Lyall) – baskytara, vokály (1978–1986, 2001–2010, 2011–dosud) - Ron "Skip" Greer – zpěv (2008–dosud) - Steve Wilson – bicí, vokály (2023–dosud) | Dřívější členové - Jello Biafra (Eric Boucher) – zpěv (1978–1986) - 6025 (Carlo Cadona) – kytara (1978–1979) - Ted (Bruce Slesinger) – bicí (1978–1981) - D.H. Peligro (Darren Henley) – bicí, vokály (1981–1986, 2001–2008, 2009–2022; zemřel) - Brandon Cruz – zpěv (2001–2003) - Jeff Penalty (Jeff Alulis) – zpěv (2003–2008) - Dave Scheff – bicí (2008) - Greg Reeves – baskytara (2010–2011) - Santi Guardiola – bicí (2023) |

## Diskografie

### Studiovky
- Fresh Fruit for Rotting Vegetables (1980)
- In God We Trust, Inc. (1981)
- Plastic Surgery Disasters (1982)
- Frankenchrist (1985)
- Bedtime for Democracy (1986)

### Ostatní
- Give Me Convenience Or Give Me Death (1987)
- Mutiny On the Bay (2001)
- Live At The Deaf Club (2004)